# كامان إس إتش-2 سيه سبرت
إس إتش-2 سيه سبرت (بالإنجليزية: SH-2 Seasprite)‏ هي طائرة خاصة بالقوات البحرية ، مزودة بقدرات مضادة للغواصات وسفن السطح . تم تطويرها في اواخر الخمسينات من اجل القوات البحرية الاميركية ، وتبلغ تكلفتها 16 مليون دولار .